# De nacht van de narwal
De nacht van de narwal is een stripverhaal uit de reeks van Suske en Wiske. Het is geschreven door Peter Van Gucht en getekend door Luc Morjaeu. Het kwam uit als 350ste album in de Vierkleurenreeks op 3 december 2019. 

## Personages
- Suske, Wiske, Schanulleke, Lambik, Jerom, tante Sidonia, professor Barabas, Arkin (zoon van Vikinghoofdman Oddvar), koning van Häsjtag[1], publiek, eigenaar antiekwinkel, Bjorn, Ivar, Vidar, Mats, Bronnhild, Olaf en andere rode Vikingen, Oddvar, Haakon, Hedda, Freya, Kjell en andere blauwe Vikingen, Iduna (völva),

## Locaties
- paviljoen, zeesluis van Wintam, antiek Crot en Company, huis van tante Sidonia, Noorwegen, Barentszzee

## Uitvindingen
- teletijdmachine

## Verhaal

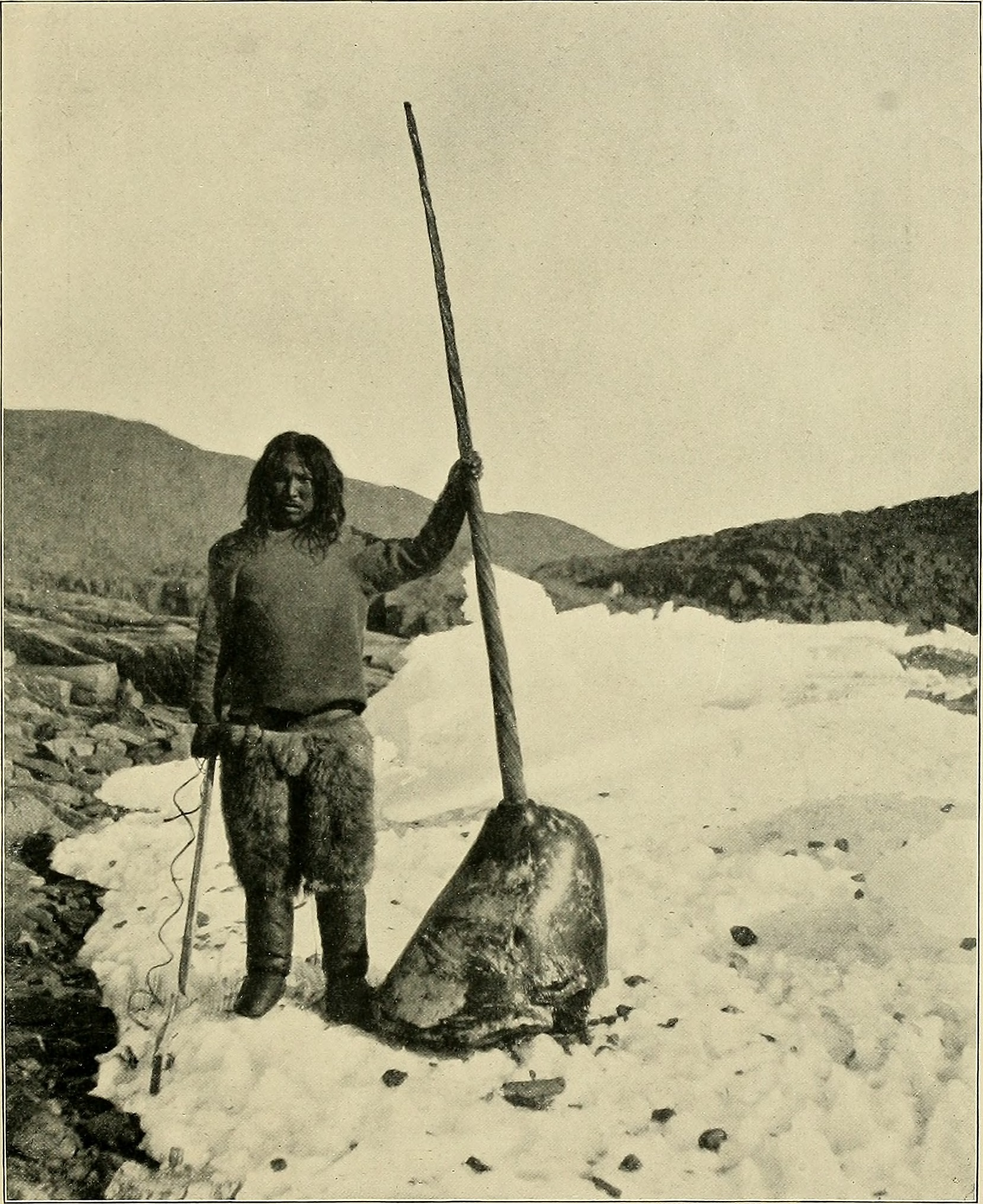
Een man met een narwaltand, 1903

Suske en Wiske zijn met Lambik en tante Sidonia bij de opening van een nieuw paviljoen en horen dat er bij de Rupelmonding een narwaltand is gevonden. Een mevrouw nodigt Suske uit in haar antiekwinkel als ze merkt dat hij interesse heeft. De mevrouw biedt een narwaltand aan voor een koopje, er zijn runen op gekrast. Tante Sidonia koopt de narwaltand en de mevrouw is blij dat ze van het ding af is. Die avond probeert Suske de runen te vertalen en zowel hij als tante Sidonia zien een Viking die hen roept. De narwaltand blijkt het symbool voor de heerser te zijn en nu Suske de narwaltand in zijn bezit heeft, heeft hij recht om koning te zijn. De voorvader van Arkin heette Eirik en hij bemachtigde de narwaltand. Hij wordt sindsdien van vader op zoon overgedragen, maar door een list ging het mis toen hij koning zou worden. Hij verloor de narwaltand en werd achterna gezeten door Rode Vikingen. Hij overleefde de duik in een fjord niet en werd niet in Walhalla binnengelaten door Odin. Ook Oddvar moest afstand doen van de troon, want de narwaltand was verloren. De blauwe en rode Vikingen eisten de macht op en Arkin zwierf door de nevel van tijd. Als de narwaltand teruggebracht wordt, zal Arkin rust vinden. Hij neemt contact op als iemand de runen uitspreekt.
Suske vertelt over zijn geschiedenis op Amoras en wil Arkin helpen. Door magie wordt hij naar Noorwegen gehaald, het is duizend jaar in het verleden. Al meteen na aankomst in het verleden verliest Suske de narwaltand aan de rode Vikingen. Suske rent naar de blauwe Vikingen en als ze horen dat de narwaltand in de handen van de vijand is gekomen, willen ze hem offeren. Ze willen hem in hetzelfde fjord gooien als waar Arkin is overleden. Een völva houdt het offer tegen en zegt dat de strijd aangegaan kan worden als er een narwaltand in bezit is. Suske biedt aan om een narwaltand te krijgen, want hij heeft Arkin beloofd om hem naar het Walhalla te laten gaan. Wiske is inmiddels met Lambik naar de antiekwinkel, want ze hebben ontdekt dat Suske is verdwenen. De eigenaresse vertelt wat ze weet over de narwaltand en geeft een Vikingzwaard cadeau. Lambik en Wiske gaan dan naar professor Barabas. Ze weten tenslotte dat hij mensen naar het verleden kan sturen. De teletijdmachine kan DNA vinden en de professor zoekt in het gebied van de Häsjtag-dynastie.  

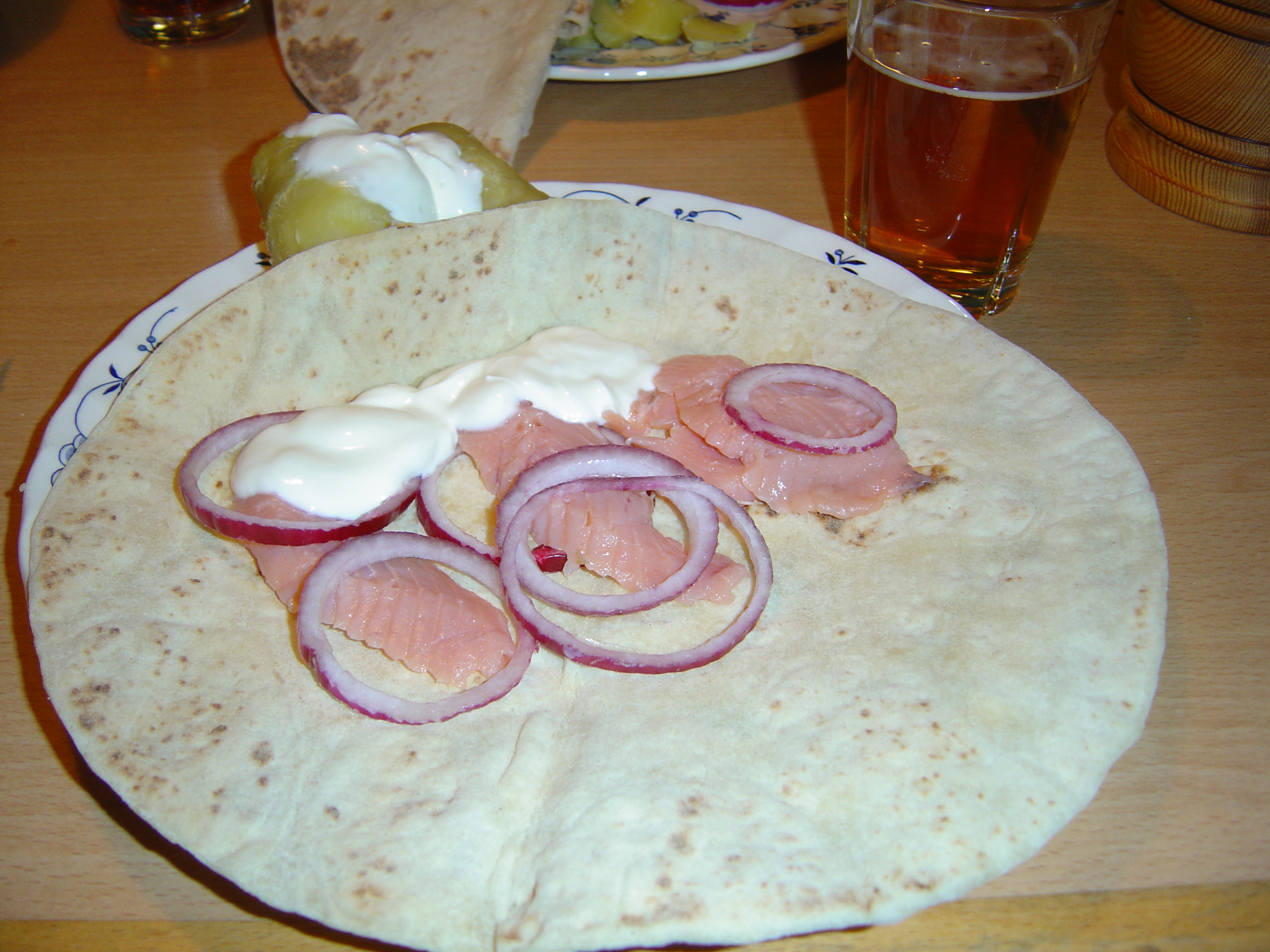
Rakfisk

De rode Vikingen horen dat de blauwe Vikingen een narwaltand willen halen en Bronnild neemt de leiding. De andere rode Vikingen zien dit niet zitten en beramen een complot. Suske gaat met een snek naar de Barentszzee, maar de rode Vikingen proberen hem tegen te houden. Dan worden Wiske en Lambik naar de snek geflitst en zij winnen de strijd. Ze zien dat de blauwe Vikingen het meisje Bronnild neerslaan. Bij de leider vertellen ze een smoes. De vrienden volgen de Maan om naar het heilige gebied te reizen waar ze een narwaltand kunnen bemachtigen. Dan blijkt Olaf aan hun boot te hangen. De jongen kan niet zwemmen en wordt door Lambik vastgebonden, want hij vertrouwt hem niet. De vrienden hebben honger en er is rakfisk aan boord. Met hulp van Olaf bereiken ze het gebied met de narwallen, maar Suske wordt overboord getrokken door een touw. 
Olaf springt hem achterna, waardoor Wiske beseft dat het een bedrieger is. De jongen vertelde dat hij niet kon zwemmen. Door hulp van een orka komt Suske veilig boven, want Olaf wilde hem doden. De jongen wil nu wel helpen en ze komen bij een rots met skeletten van narwallen. Suske moet de juiste narwaltand vinden nu het volle maan is. Het maanlicht verlicht een narwaltand en Suske zaagt deze af. De vrienden komen in moeilijkheden in een storm en dan helpt Olaf, maar zijn helm valt af. Het blijkt Bronnild te zijn en ze springt van boord. De blauwe Vikingen vragen Suske of hij de koningskrijg wil aangaan namens hen en dit wil hij in naam van Arkin doen. Bronnild blijkt zijn tegenstander te zijn en ze vechten in een arena.
Bronnild wint het gevecht, maar laat Suske winnen. Ze biecht op dat ze Arkin in een hinderlaag heeft gelokt, maar werd echt verliefd op hem. Hij bleek namelijk de rode en blauwe Vikingen te willen verzoenen. Ze waarschuwde nog voor het plan, maar dit was te laat. Na zijn dood wilde zij koning worden en de blauwe en rode Vikingen verzoenen, net zoals Arkin wilde. Het lijkt alsof Odin nu Suske heeft gezonden om Arkin te vervangen. Dan probeert Mats de dochter van de rode Vikingleider te doden, maar dit mislukt. De völva heeft Olaf gevonden, hij was vastgehouden door de handlangers van Mats. Blauw en rood zal voortaan samen gaan in het land en de kroning wordt voorbereid. Wiske neemt afscheid van Suske, want hij moet achterblijven als koning. Hij vindt dat dit zijn lot is, want hij zou al koning worden op Amoras. Dan komt Arkin in een snek aangevaren, Odin heeft hem weer teruggestuurd om koning te worden. Hij kust Bronnild en zal koning worden. Suske gaat met Lambik en Wiske terug naar het heden.